# Hydrellia najadis
Hydrellia najadis är en tvåvingeart som beskrevs av Deonier 1993. Hydrellia najadis ingår i släktet Hydrellia och familjen vattenflugor.
Artens utbredningsområde är Florida. Inga underarter finns listade i Catalogue of Life.